# Петерниеки
Пе́терниеки (латыш. Pēternieki) — населённый пункт в Олайнском крае Латвии. Входит в состав Олайнской волости.
По данным на 2015 год, в населённом пункте проживало 259 человек. В селе имеется католическая церковь и кладбище.

## История
Населённый пункт образовался вокруг бывшего поместья Петермуйжа (Петергоф) и правления Петерниекской волости. Дворец и парк бывшего имения являются памятниками культуры и истории местного значения.
В советское время населённый пункт входил в состав Ценского сельсовета Елгавского района. В селе располагался Петерниекский производственный участок Бейбежской опытно-мелиоративной станции.